# Embraer E-Jets E2

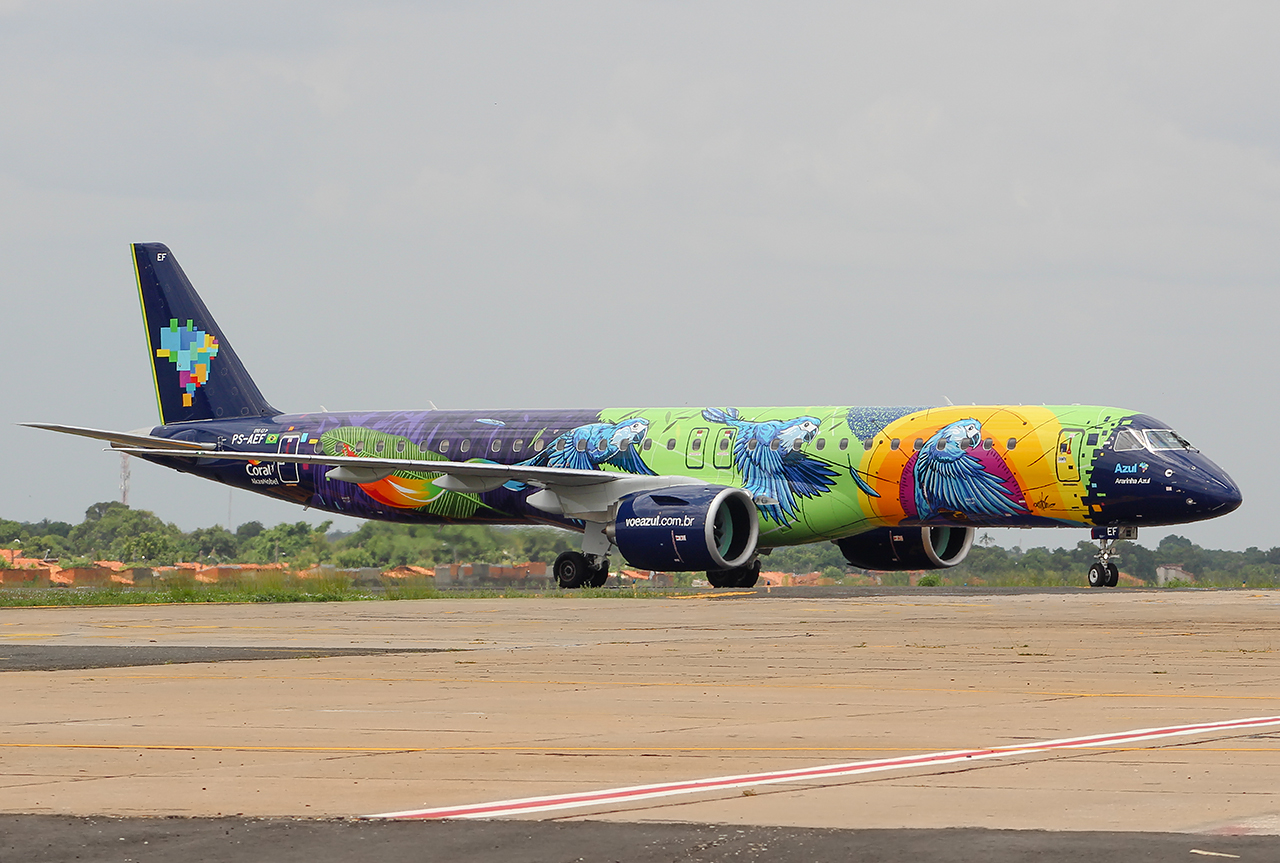
Embraer E195-E2 (ERJ 190-400 STD) PS-AEF

Embraer E-Jets E2 é uma linha de aeronaves a jato bimotoras de médio alcance, desenvolvida pela companhia aeroespacial brasileira Embraer, que substituiu a família Embraer E-Jets. Lançados no Show Aéreo de Paris em 2013, a primeira entrega, um modelo E-190 E2, foi feita em 4 de abril de 2018 para a empresa norueguesa Widerøe.

## Desenvolvimento
Em novembro de 2011, a Embraer anunciou o desenvolvimento de versões renovadas da família E-Jets, ao invés de aeronaves totalmente novas. As variantes competem com os A220, da Airbus. As principais novidades são o aumento da fuselagem e da capacidade de passageiros, motores de alto desempenho,  trem de pouso mais alto, asas novas. A Embraer nomeou este projeto como "Os E-Jets da segunda geração". Comparado com a primeira geração, o E-2 tem 75% dos sistemas da aeronave novos. A aeronave consome até 20% menos combustível por voo, emite 30% menos CO2 por passageiros e é 48% mais silenciosa.
O E190-E2 recebeu seu certificado de tipo da ANAC, FAA e EASA em 28 de fevereiro de 2018. Os primeiros motores de produção para a variante maior foram entregues em fevereiro de 2019 e devem oferecer uma redução de 24% na queima de combustível por assento em comparação com o E195.  O E195-E2 obteve sua certificação de tipo em abril de 2019.
De acordo coma Embraer, os E2s representariam 10% das entregas de aviões da Embraer em 2018, antes de um aumento planejado em 2019. A Embraer achava que a Airbus não seria capaz de reduzir os custos da cadeia de suprimentos do A220 o suficiente para torná-lo lucrativo e via o A220 como um pesado, caro e longo - de alcance  aeronaves. A Embraer esperava que as capacidades operacionais do E2 conquistassem a maioria da participação de mercado, já que os compromissos deveriam seguir a certificação e a entrada em serviço.
O protótipo voou pela primeira vez em março de 2017, com a primeira entrega, um modelo E 195-E2, realizada para a Azul Linhas Aéreas em 17 de março de 2019.

## Variantes

### E175-E2
O E175-E2 fez sua primeira decolagem em 12 de dezembro de 2021 de São José dos Campos e voou por 2 horas e 18 minutos, iniciando uma campanha de testes e certificação de 24 meses que envolverá duas aeronaves adicionais.
Este é o menor modelo da família, contendo até 90 lugares.

### E190-E2
O custo unitário do E190-E2 foi de US$ 53,6 milhões em 2013. A Embraer o certificou em 28 de fevereiro de 2018. A certificação exigiu 46.000 horas de teste em solo e 2.200 em voo. Ele entrou em serviço com  a Widerøe  em 24 de abril de 2018. Em 2018, um E190-E2 recém-entregue vale $ 34 milhões, $ 3 milhões a mais que o E190, caindo para $ 20 milhões em sete anos, uma queda de 40% para ser comparado com 30% projetado para um A320neo no mesmo período.
O E190-E2 tem capacidade para até 114 passageiros, em classe única. A primeira unidade foi entregue em abril de 2018.

### E195-E2
Em fevereiro de 2016, a Embraer anunciou que havia decidido aumentar a envergadura do E195-E2 em 1,4 m para maior sustentação, juntamente com um aumento de MTOW de 2 t (4.400 lb) para estender seu  alcance em 450 milhas náuticas (830 km). no início do nível do mar e 250 milhas náuticas (460 km) em condições quentes e altas.
 

A variante foi lançada em 7 de março de 2017 e a Azul foi confirmada como sua operadora de lançamento. Ele voou pela primeira vez em 29 de março de 2017, antes da segunda metade do ano previamente agendada. A Embraer apresentou o protótipo no Paris Air Show em junho de 2017 e planeja entrar em serviço no primeiro semestre de 2019. 

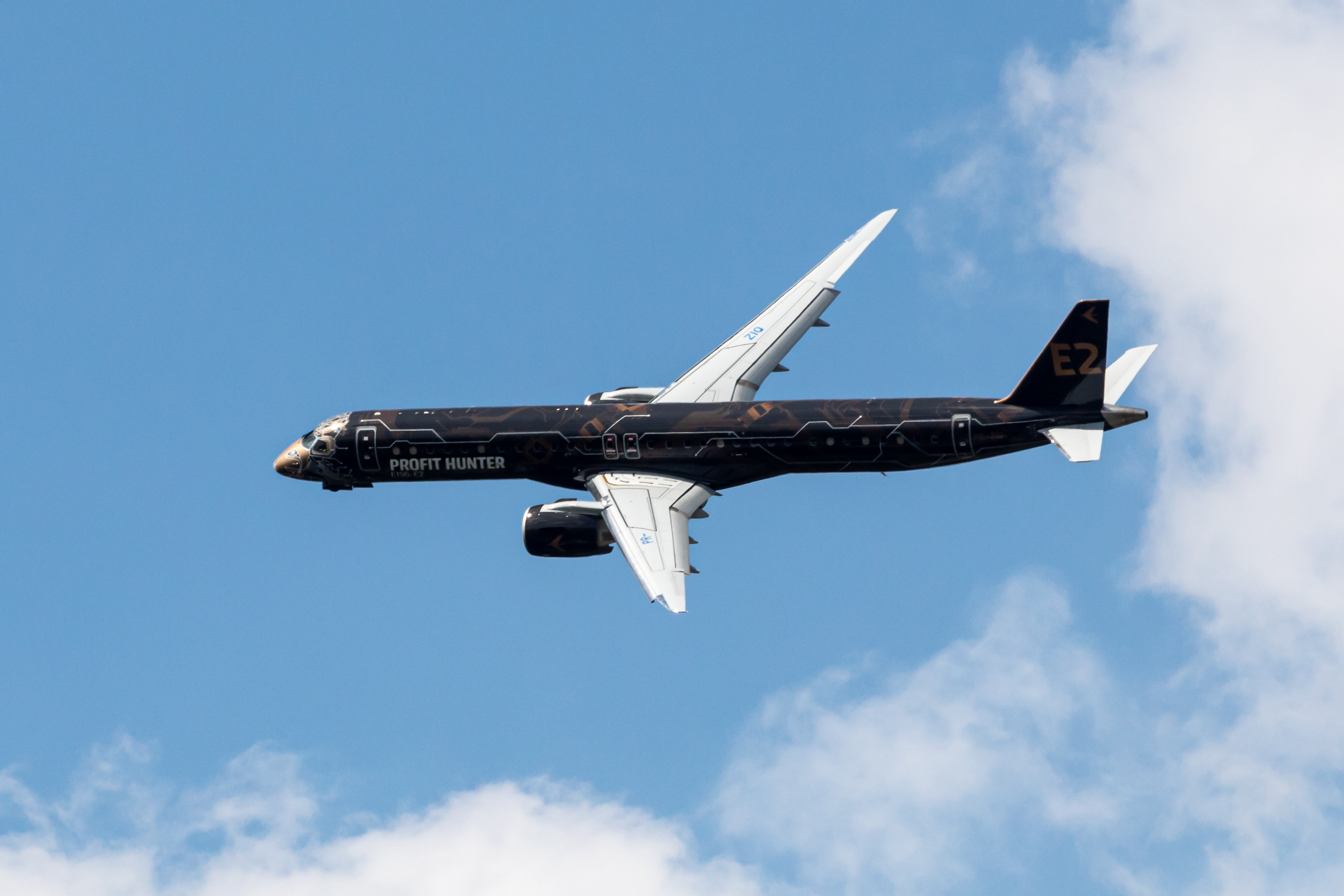
E195-E2 "Profit Hunter" na Show Aéreo de Paris

Em janeiro de 2019, os resultados preliminares do programa de testes de voo mostram que o E195-E2 pode acabar ficando um pouco acima das especificações na introdução. Foi certificado em 15 de abril de 2019, com um consumo de combustível 1,4% menor do que o originalmente especificado para 25,4% a menos por assento do que o E195. Binter Canarias deve ser seu cliente de lançamento europeu, para entrar em serviço no final de 2019.
Concorre com o Airbus A220-300, a um custo unitário menor. Além disso, a Embraer afirma que os custos de viagem do E195 são 22% menores do que um A320neo de 154 assentos e 24% abaixo de um 737-8 de 160 assentos - mas as companhias aéreas instalam mais assentos, ampliando os custos dos assentos além dos 6% e 8% citados pela Embraer.
O E195-E2, em comparação com o E-195, pode acomodar até 150 assentos em alta densidade, enquanto o E-195 tem capacidade máxima para 124 assentos. O primeiro E195-E2 foi entregue para a Azul Linhas Aéreas Brasileiras em 12 de setembro de 2019, entrando em operação em 16 de outubro de 2019.
| Ordem inicial           | País           | Cliente               | E175-E2 | E190-E2 | E195-E2 | Total | Entregas | Ref.                 |
| ----------------------- | -------------- | --------------------- | ------- | ------- | ------- | ----- | -------- | -------------------- |
| 17 de julho de 2013     | Irlanda        | AerCap                | -       | 5       | 43      | 48    | 36       |                      |
| 17 de julho de 2014     | China          | ICBC                  | -       | -       | 10      | 10    | 10       | [ 30 ]               |
| 21 de maio de 2015      | Brasil         | Azul                  | -       | -       | 51      | 51    |          |                      |
| 15 de junho de 2015     | Estados Unidos | Aircastle             | -       | 2       | 23      | 25    | 16       |                      |
| 16 de janeiro de 2017   | Noruega        | Widerøe               | -       | 3       | -       | 3     | 3        |                      |
| 26 de setembro de 2018  | Suíça          | Helvetic Airways      | -       | 8       | 4       | 12    | 12       |                      |
| 13 novembro 2018        | Espanha        | Binter Canarias       | -       | -       | 16      | 16    | 16       | [ 31 ] [ 32 ]        |
| 4 de dezembro de 2018   | Kiribati       | Air Kiribati          | -       | 2       | -       | 2     | 1        |                      |
| 3 de abril de 2019      | Nigéria        | Air Peace             | -       | -       | 16      | 16    | 5        |                      |
| 23 de abril de 2021     | Canadá         | Porter                | -       | -       | 75      | 75    | 44       | [ 33 ] [ 34 ] [ 35 ] |
| 24 de janeiro de 2022   | Estados Unidos | Azorra                | -       | 16      | 23      | 39    | 21       |                      |
| 6 de outubro de 2022    | Oman           | SalamAir              | -       | -       | 6       | 6     |          | [ 36 ]               |
| 11 de outubro de 2023   | Luxemburgo     | Luxair                | -       | -       | 6       | 6     |          | [ 37 ]               |
| maio de 2023            | Jordânia       | Royal Jordanian       | -       | -       | 2       | 2     | 1        | [ 38 ]               |
| 3 de junho de 2024      | México         | Mexicana              | -       | 10      | 10      | 20    | 1        | [ 39 ]               |
| 2024                    | Austrália      | Virgin Australia      | -       | 4       | -       | 4     |          |                      |
|                         | Brasil         | Placar Linhas Aéreas  | -       | 1       | -       | 1     | 1        |                      |
|                         |                | Cliente não divulgado | -       | 1       | -       | 1     | 1        |                      |
| 25 de fevereiro de 2025 | Japão          | All Nippon Airways    | -       | 15      | -       | 15    |          | [ 40 ]               |
| 1 de julho de 2025      | Suêcia         | Scandinavian Airlines | -       | -       | 45      | 45    |          | [ 41 ]               |
| Totais                  | Totais         | Totais                | 0       | 67      | 330     | 397   | 168      |                      |

1. ^ Cliente de lançamento E195-E2
2. ^ Operador de lançamento E190-E2

| Ordem inicial         | País             | Cliente                      | E175-E2 | E190-E2 | E195-E2 | Total de pedidos |
| --------------------- | ---------------- | ---------------------------- | ------- | ------- | ------- | ---------------- |
| 17 de junho de 2013   | Estados Unidos   | Companhias Aéreas de SkyWest | 100     | -       | -       | 100              |
| 17 de julho de 2014   | China            | Companhias Aéreas de Tianjin | -       | 20      | -       | 20               |
| 4 de dezembro de 2018 | Kiribati         | Air Kiribati                 | -       | 2       | -       | 2                |
| 12 novembro 2019      | Os Países Baixos | KLM Cityhopper               | -       | -       | 21      | 21               |
| 12 de julho de 2021   | Canadá           | Porter                       | -       | -       | 80      | 80               |
| Totais                | Totais           | Totais                       | 100     | 22      | 71      | 223              |

## Especificações
| Variante                    | E175-E2                               | E190-E2                                | E195-E2                                |
| --------------------------- | ------------------------------------- | -------------------------------------- | -------------------------------------- |
| Tripulação                  | 2 pilotos                             | 2 pilotos                              | 2 pilotos                              |
| Capacidade                  | 90 (1 classe) 80 (2 classes)          | 114 (1 classe) 97 (2 classes)          | 144 (1 classe) 118 (2 classes)         |
| Comprimento                 | 32,3 m (106 ft)                       | 36,2 m (119 ft)                        | 41,5 m (136 ft)                        |
| Envergadura                 | -                                     | -                                      | -                                      |
| Altura                      | 9,98 m (32,7 ft)                      | 11 m (36 ft)                           | 10,9 m (36 ft)                         |
| Peso do avião vazio         | -                                     | -                                      | -                                      |
| Peso máximo de decolagem    | 44.330 kg (97.730 lb)                 | 56.900 kg (125.400 lb)                 | 59.400 kg (131.000 lb)                 |
| Peso máximo de pouso        | 39.100 kg (86.200 lb)                 | 49.450 kg (109.020 lb)                 | 53.750 kg (118.500 lb)                 |
| Peso máximo de carga        | 10.310 kg (22.730 lb)                 | 13.080 kg (28.840 lb)                  | 15.150 kg (33.400 lb)                  |
| Pista mínima para decolagem | 2.240 m (7.350 ft)                    | 1.800 m (5.900 ft)                     | 1.950 m (6.400 ft)                     |
| Pista mínima para pouso     | 1.350 m (4.430 ft)                    | 1.250 m (4.100 ft)                     | 1.350 m (4.430 ft)                     |
| Velocidade máxima           | Mach 0.82 (870 km/h, 470 kn, 541 mph) | Mach 0.82 (870 km/h, 470 kn, 541 mph)  | Mach 0.82 (870 km/h, 470 kn, 541 mph)  |
| Alcance                     | 3.556 km (1.920 nmi)                  | 5.186 km (2.800 nmi)                   | 4.600 km (2.500 nmi)                   |
| Altitude máxima             | 41 000 ft (12 500 m)                  | 41 000 ft (12 500 m)                   | 41 000 ft (12 500 m)                   |
| Motores                     | 2× Turbofan Pratt & Whitney PW1700G   | 2× Turbofan Pratt & Whitney PW1900G    | 2× Turbofan Pratt & Whitney PW1900G    |
| Empuxo por motor            | 15.000 lbf (67 kN) – PW1700G          | 19.000–22.000 lbf (85–98 kN) – PW1900G | 19.000–22.000 lbf (85–98 kN) – PW1900G |

Fontes:  